# デビット・ウィルソン (格闘家)
デビット・ウィルソン(David Wilson)は、ジンバブエ出身の男性キックボクサー。

## 戦績
| 勝敗 | 対戦相手                   | 試合結果 | 大会名                                     | 開催年月日   |
| ×    | ハンス・バンデンブルグ     | KO       | K-1 SOUTH AFRICA GRAND PRIX 2002 【1回戦】 | 2002年6月7日 |
| ×    | ビリー・フォース・コンゴロ | KO       | K-1 SOUTH AFRICA GRAND PRIX 2001 【1回戦】 | 2001年6月8日 |